# Paddock Wood
Paddock Wood – miasto i civil parish w hrabstwie Kent w Anglii, w dystrykcie Tunbridge Wells. Leży 10,5 km od miasta Royal Tunbridge Wells, 14,2 km od miasta Maidstone i 49,9 km na południowy wschód od Londynu. W 2001 roku miasto liczyło 7841 mieszkańców. W 2011 roku civil parish liczyła 8253 mieszkańców.